# Ben Lloyd-Hughes
Ben Lloyd-Hughes (Londen, 14 april 1988) is een Brits acteur. 

## Loopbaan
Lloyd-Hughus begon zijn acteercarrière in 2006 met een aflevering in de Britse televisieserie Genie in the House in de rol van Wolfgang Amadeus Mozart. Ook speelde hij in 2007 onder meer in twee afleveringen van Skins, waarin hij de rol van Josh Stocks vertolkte. Zijn eerste speelfilm was in 2009 met de film Tormented in de rol van Jez, maar Lloyd-Hughes werd vooral bekend met de filmreeks Divergent als Will.
Ben Lloyd-Hughes is de zoon van Lucy Appleby en Timothy Lloyd-Hughes. Hij heeft een oudere broer, Henry Lloyd-Hughes, met wie hij samen een rol vertolkte in de film Miliband of Brothers. In 2011 studeerde hij af aan de Guildhall School of Music and Drama in Londen.

## Filmografie
- Biblioteca Nacional de España: XX5629570
- Library of Congress Control Number: no2018042162
- Virtual International Authority File: 9147370685841442023